# Psittacus
Psittacus és un gènere d'ocells de la família dels psitàcids (Psittacidae).

## Taxonomia
Tradicionalment considerat un gènere monospecífic, el loro gris ha estat separat en dues espècies arran els treballs de Melo et O'Ryan 2007
- lloro gris cuavermell (Psittacus erithacus).
- lloro gris cua de vinagre (Psittacus timneh).